# Brasiliens Grand Prix 2004
Brasiliens Grand Prix 2004 var det sista av 18 lopp ingående i formel 1-VM 2004.

## Resultat
1. Juan Pablo Montoya, Williams-BMW, 10 poäng
2. Kimi Räikkönen, McLaren-Mercedes, 8
3. Rubens Barrichello, Ferrari, 6
4. Fernando Alonso, Renault, 5
5. Ralf Schumacher, Williams-BMW, 4
6. Takuma Sato, BAR-Honda, 3
7. Michael Schumacher, Ferrari, 2
8. Felipe Massa, Sauber-Petronas, 1
9. Giancarlo Fisichella, Sauber-Petronas
10. Jacques Villeneuve, Renault
11. David Coulthard, McLaren-Mercedes
12. Jarno Trulli, Toyota
13. Ricardo Zonta, Toyota
14. Christian Klien, Jaguar-Cosworth
15. Timo Glock, Jordan-Ford
16. Zsolt Baumgartner, Minardi-Cosworth
17. Gianmaria Bruni, Minardi-Cosworth

### Förare som bröt loppet
- Mark Webber, Jaguar-Cosworth (varv 23, olycka)
- Nick Heidfeld, Jordan-Ford (15, koppling)
- Jenson Button, BAR-Honda (3, motor)